# Mumoleno
Mumoleno (em latim: Mummolenus) foi um oficial franco do século VI, ativo durante o reinado do rei Teodeberto I (r. 533–548). Segundo o historiador bizantino Procópio de Cesareia, era um duque que em 539 alegadamente participou, ao lado do alamano Butilino, da invasão franca de Teodeberto à Itália. Com o fim da expedição, ambos teriam sido demitidos. Mumoleno talvez possa ser identificado com o diplomata Mumolo.